# Wolfgang Statnick
Wolfgang Statnick (* 21. Juni 1953) ist ein ehemaliger deutscher Fußballspieler, der in den 1970er und 1980er Jahren für die BSG Stahl Hennigsdorf in der zweitklassigen DDR-Liga aktiv war. 

## Sportliche Laufbahn
Im Alter von sieben Jahren begann Wolfgang Statnick in seinem Heimatort, dem brandenburgischen Dorf Makee, bei der landwirtschaftlichen Betriebssportgemeinschaft (BSG) „Traktor“ organisiert Fußball zu spielen. Zuletzt spielte er dort bis 1973 mit der Männermannschaft in der fünftklassigen Kreisklasse. 
Zur Saison 1973/74 schloss sich Statnick dem DDR-Ligisten Stahl Hennigsdorf an. Dort gehörte er sofort zur Stamm-Mannschaft, absolvierte alle 22 Ligaspiele und wurde mit zehn Treffern zweitbester Torschütze der BSG Stahl. In den folgenden Spielzeiten wurde Statnick als Mittelfeldspieler eingesetzt, blieb weiterhin Stammspieler, kam aber nur noch seltener zu Torerfolgen. Im November 1976 wurde er für 18 Monate zum Wehrdienst in der Nationalen Volksarmee eingezogen. Zu Beginn der Saison 1978/79 stand er Stahl Hennigsdorf wieder zur Verfügung. Nach mehreren Versuchen auf allen Feldpositionen kam Statnick ab der Rückrunde regelmäßig in der Abwehr zum Einsatz. Auf dieser Position spielte er dann auch als Stammspieler bis zum Ende seiner Laufbahn in der DDR-Liga. Am Ende der Saison 1983/84 musste Stahl Hennigsdorf als Neunter unter zwölf Mannschaften, bedingt durch die Reduzierung der DDR-Liga von fünf auf zwei Staffeln, absteigen. 
Während seiner zehn DDR-Liga-Spielzeiten hatte Statnick 174 Ligaspiele bestritten und dabei 16 Tore erzielt. Als die BSG Stahl nach vier Jahren wieder in die DDR-Liga aufgestiegen war, gehörte Statnick nicht mehr zum Kader für DDR-Liga-Saison 1988/89. Er hatte bereits vorher seine Karriere als Fußballspieler wegen eines komplizierten Beinbruchs beenden müssen. Als Übungsleiter der viertklassigen Bezirksklassen-Mannschaft Stahl Hennigsdorf II blieb er sowohl dem Fußball als auch der BSG Stahl weiter verbunden.